# KZ-Außenlager Neubrandenburg (Waldbau)
Das ehemalige KZ-Außenlager Neubrandenburg (Waldbau) war eine rund 50.000 m² große Anlage im Nemerower Holz, südlich von Neubrandenburg. Sie diente bis 1945 als Ausweichproduktionsstätte für das Außenlager in der Ihlenfelder Straße, im heutigen Neubrandenburger Industrieviertel. Gegen Ende des Zweiten Weltkrieges lieferte das Produktionslager die dringend benötigten Rüstungsgüter. Mit über 7.000 weiblichen Häftlingen zählte der Standort Neubrandenburg zum größten Außenlager des Frauen-Konzentrationslagers Ravensbrück.
In Verbindung mit dem Rüstungsunternehmen „Mechanische Werkstätten Neubrandenburg GmbH“ (MWN) wurden im Waldbau ab 1943 Zulieferteile für V1, V2 und das Volkssturmgewehr produziert. MWN war zur damaligen Zeit der größte ostmecklenburgische Rüstungsbetrieb und stellte waffentechnische Systeme für Militärflugzeuge her, um den zielgenauen Bombenabwurf zu garantieren.

## Geschichte
Zunächst fand die Produktion verschiedener Komponenten für die deutsche Luftwaffe in der Ihlenfelder Straße statt. Aufgrund vermehrter Luftangriffe durch die Alliierten gegen Kriegsende wurde die Produktion wichtiger Rüstungsgüter zunehmend gefährdet. Die dort durch weiblichen KZ-Häftlinge verrichtete Arbeit kam immer häufiger zum Stillstand. Um die fortlaufende Versorgung der Front zu gewährleisten, benötigte man schnell einen geheimen Ausweichstandort, welcher zum zusätzlichen Schutz unter Tage verlegt werden sollte.
Für die Verlagerungsarbeiten benötigte man eine große Anzahl an Arbeitskräften, die durch die Engpässe der Front nur über Konzentrationslager bezogen werden konnten. Somit mussten im Winter 1943/44 rund 2000 weibliche Häftlinge aus dem Konzentrationslager Ravensbrück und dem Außenlager der Ihlenfelder Straße die teilweise unterirdischen Baracken und Produktionsstätten am östlichen Ufer des Tollensesees errichten. Für den Aufbau der Ausweichfabrikstätte wurde eine Gesamtfinanzierung von ca. 600.000 RM veranschlagt. Unter Aufsicht von SS-Männer und den Hilfsarbeitern vieler deutscher Baufirmen, verrichteten die Zwangsarbeiterinnen sämtliche Tiefbau und Planierarbeiten per Hand mit den einfachsten Mitteln. Heutigen Schätzungen zufolge wurden im gesamten Waldgebiet mehr als 17.000 m² Wald- und Lehmboden bewegt. Aber auch zahlreiche Verlagerungs-, Bohrungs-, Ausschachtelungs- und Hochbauarbeiten gehörten zu den Arbeitsaufträgen der KZ-Frauen. Zur Verschleierung des Waldstraflagers wurde in der Öffentlichkeit behauptet, man baue ein Reservelazarett auf, welches aufgrund seiner getarnten und isolierten Lage gut geschützt sei. Ein geschlossenes Blätterdach diente hier als Tarnkonzept. Im Frühsommer 1944 begannen die Zwangsarbeiten für die Rüstungsindustrie im Waldbau-Lager. In den sechs bis sieben, 40–50 m langen, Fabrikhallen arbeiteten die ausschließlich weiblichen Häftlinge in Zwölf-Stunden-Schichten unter extremen Arbeitsbedingungen. Durch die unterirdischen Bauten waren die Produktionsstätten oft sehr eng, feucht und hatten so gut wie keine Luftzufuhr. Das Waldbau-Lager war auf das nötigste beschränkt und auf einen schnellen Produktionserfolg ausgelegt. Gegen Ende 1944 lief die Produktion auf Hochtouren, jedoch sorgte gegen Ende des Krieges die häufig ausfallende Strom- und Wasserversorgung für vermehrten Produktionsrückgang. Im April 1945 wurde das Waldbau-Lager geräumt und die Häftlinge auf den Todesmarsch Richtung Ostsee geschickt. Die Überlebenden wurden Anfang Mai von der Roten Armee befreit.

## Lageraufbau
Das fünfeckige Lagergelände kann in vier Funktionsbereiche eingeteilt werden. Im südöstlichen Ecksektor befand sich der Eingang mit den SS-Standorten sowie deren Unterkünften. Der daran anschließende Produktionsbereich nahm den größten Lagerabschnitt ein. Hier befanden sich neben den sechs bis sieben unterirdischen Produktionsstätten der Appellplatz und ein Löschwasserteich. In diesem Abschnitt des Lagers waren ebenfalls Verwaltungsgebäude mit Kellern zu finden. Der östliche Teil des Lagers war mit einem zusätzlichen Stacheldrahtzaun von dem restlichen Lager abgegrenzt. In diesem Bereich befanden sich hauptsächlich die vier bis fünf Häftlingsbaracken, welche nur teilweise in den Boden eingebaut waren, und einige Sanitäranlagen. Im vierten Lagerabschnitt befand sich der Küchenbereich, in denen die Häftlinge das Essen für ihre Mithäftlinge zubereiteten. Zeitzeugenberichten zufolge durften die verschiedenen Bereiche, speziell der Produktions- und Häftlingsbereich, nur mit Genehmigung betreten oder verlassen werden. Das gesamte Lager war von einem Starkstromzaun sowie von mehreren Wachtürmen abgegrenzt. Außerdem wurde von abgerichteten Schäferhunden Gebrauch gemacht.

## Geländenutzung nach der Lagerzeit
Bis heute sind die Grundsubstanzen und Fundamentreste einiger Häftlingsbaracken und Produktionshallen sowie die unterirdischen Verbindungswege und der Löschwasserteich erhalten. Während der sowjetischen Besatzungszeit wurden nach und nach Maschinen und Materialien demontiert, bis das Gebiet von 1953 bis 1990 militärische Sperrzone wurde. Im Verlauf der Jahre wurden dort immer wieder illegale Entsorgungen getätigt, vor allem von Abfällen und Bauschutt, was zunehmend zum Verfall des ehemaligen Produktionslagers führte. Derzeit ist das Gelände noch nicht öffentlich begehbar, das schließt eine mögliche Besichtigung nach Absprache mit dem Projekt „Zeitlupe/Stadt. Geschichte & Erinnerung“ jedoch nicht aus. Im Neubrandenburger Regionalmuseum sowie im Stadtarchiv befinden sich außerdem einige historische Funde aus der Lagerzeit.